# Lerin Duarte
Lerin Duarte (Rotterdam, 11 augustus 1990) is een Nederlands voetballer die bij voorkeur speelt als middenvelder. 

## Clubcarrière

### Sparta
Op zesjarige leeftijd kwam Duarte via een talentendag bij Sparta Rotterdam. In de A-jeugd werd hij uitgeroepen tot beste speler van de Eredivisie voor A-junioren van het seizoen 2008/09. Op 1 augustus 2009 maakte Duarte zijn debuut in het eerste elftal van Sparta in de thuiswedstrijd tegen FC Twente. Hij speelde als middenvelder. Zijn eerste officiële doelpunt voor Sparta scoorde Duarte op 22 september 2009 in de 2e ronde van de KNVB Beker uit bij FC Volendam zorgde hij in de 118e minuut voor de winnende 2-1.

### Heracles Almelo
In de zomer van 2011 maakte Lerin Duarte de overstap naar Heracles Almelo. Hier tekende hij voor drie seizoenen. Gedurende zijn eerste seizoen bij de Almeloërs groeide Duarte uit tot een vaste waarde binnen het elftal van trainer Peter Bosz. Met Heracles bereikte Duarte in het seizoen 2011/12 de finale van de KNVB Beker, hierin werd echter verloren van PSV (3-0). Ook in het seizoen 2012/13 was Duarte een vaste waarde bij Heracles Almelo, hij viel op met zijn goede spel en maakte in totaal zes doelpunten voor zijn club. Na afloop van het seizoen nam de interesse van andere clubs in Duarte steeds meer toe. In mei 2013 deed Ajax een bod op de middenvelder. Heracles ging echter niet akkoord. Dit werd betreurd door Duarte zelf, die de hoop uitsprak dat het alsnog rond zou komen. Op zaterdag 31 augustus speelde hij tegen ADO Den Haag zijn laatste wedstrijd voor Heracles (1-0 winst) en vertrok naar Ajax, als opvolger van de Deen Christian Eriksen.

### Ajax
Op 2 september 2013 maakte Ajax bekend dat Duarte voor vier seizoenen zou spelen in Amsterdam. Op 14 september maakte hij zijn debuut voor Ajax in de thuiswedstrijd tegen PEC Zwolle, die met 2-1 werd gewonnen. Duarte werd in de 71e minuut vervangen door Kolbeinn Sigþórsson. Op 18 september 2013 maakte hij zijn Europese debuut in de UEFA Champions League-wedstrijd uit tegen FC Barcelona, die met 4-0 werd verloren. Hij begon in de basis en speelde de hele wedstrijd uit. Op 28 september 2013 maakte Duarte zijn eerste officiële doelpunt voor Ajax in de thuiswedstrijd tegen Go Ahead Eagles die met 6-0 werd gewonnen scoorde Duarte in de 64e minuut de 5-0. Duarte speelde op 17 november 2013 mee in de wedstrijd van Jong Ajax in de Jupiler League thuis tegen zijn oude club Sparta. Duarte werd na 55 minuten vervangen door Shaquill Sno. Begin 2015 kreeg Duarte te horen dat hij mocht uitzien naar een andere club. Na een gesprek met de clubleiding van Ajax heeft Duarte te horen gekregen dat hij per direct verhuurd of verkocht mocht worden.

### Verhuur aan sc Heerenveen
Op 31 januari 2015 werd bekend dat Duarte op huurbasis naar sc Heerenveen gaat. Hij werd in een deal betrokken waarin Daley Sinkgraven naar Ajax ging. Zijn officiële debuut maakte Duarte op 4 februari 2015 in de competitie thuiswedstrijd tegen Feyenoord die met 3-1 werd gewonnen. Duarte kwam na ruim 80 minuten in de ploeg voor Luciano Slagveer. Zijn eerste doelpunt voor de Friezen maakte Duarte op 10 mei 2015 tegen Go Ahead Eagles. Op 13 mei 2015 werd bekendgemaakt dat Heerenveen heeft besloten de optie tot koop in de huurovereenkomst niet te lichten. Ook bij Ajax zou er geen plaats meer in de selectie zijn en dus zou Duarte verkocht mogen worden. Duarte sloot bij aanvang van het seizoen 2015/16 aan bij Jong Ajax. Voor zowel Ajax als Jong Ajax kwam hij de eerste seizoenshelft van het nieuwe seizoen niet meer in actie. In januari 2016 liep hij een stage bij het Russische FK Terek Grozny dat op niets uit liep.

### Verhuur aan NAC Breda
Op 1 februari 2016, de slotdag van de winter transferperiode, werd bekend dat Duarte op huurbasis naar NAC Breda vertrok. Hij maakte op 12 februari 2016 zijn debuut voor NAC in het thuisduel met MVV Maastricht (1-1 gelijkspel). Duarte kwam een kwartier voor tijd in de ploeg voor Divine Naah. Hij speelde met NAC om promotie naar de Eredivisie, maar in de finale van de play-offs was Willem II over twee wedstrijden te sterk. Duarte kwam tot 12 officiële wedstrijden bij NAC. In de zomer van 2016 keerde hij wederom terug bij Ajax, maar wegens gebrek aan perspectief werd op 11 augustus zijn tot medio 2017 doorlopende contract ontbonden.

### Heracles Almelo
Duarte tekende 16 augustus 2016 een contract tot medio 2019 bij Heracles Almelo.

### Aris Saloniki
Hij speelde sinds 2019 bij Aris Thessaloniki tot 1 juli 2022, waarna hij op zoek ging naar een andere club. Eind januari 2023 heeft hij een contract getekend tot het einde van het seizoen bij ASWH in de Derde divisie. Half maart 2023 vertrok hij daar zonder in actie te zijn gekomen.

## Carrièrestatistieken
Beloften
| Seizoen | Club      |                    | Competitie     | Competitie | Competitie |
| Seizoen | Club      | Wed.               | Competitie     | Dlp.       |            |
| ------- | --------- | ------------------ | -------------- | ---------- | ---------- |
| 2013/14 | Jong Ajax | Vlag van Nederland | Eerste Divisie | 3          | 0          |
| 2014/15 | Jong Ajax | Vlag van Nederland | Eerste Divisie | 8          | 0          |
| 2015/16 | Jong Ajax | Vlag van Nederland | Eerste Divisie | 0          | 0          |
| Totaal  | Totaal    | Totaal             | Totaal         | 11         | 0          |

Senioren
| Seizoen         | Club               | Competitie      | Competitie | Competitie | Beker | Beker | Internationaal1 | Internationaal1 | Overig2 | Overig2 | Totaal | Totaal |
| Seizoen         | Club               | Competitie      | Wed.       | Dlp.       | Wed.  | Dlp.  | Wed.            | Dlp.            | Wed.    | Dlp.    | Wed.   | Dlp.   |
| --------------- | ------------------ | --------------- | ---------- | ---------- | ----- | ----- | --------------- | --------------- | ------- | ------- | ------ | ------ |
| 2009/10         | Sparta Rotterdam   | Eredivisie      | 8          | 0          | 3     | 1     | —               | —               | 4       | 0       | 15     | 1      |
| 2010/11         | Sparta Rotterdam   | Eerste Divisie  | 33         | 6          | 1     | 0     | —               | —               | —       | —       | 34     | 6      |
| 2011/12         | Heracles Almelo    | Eredivisie      | 31         | 4          | 6     | 0     | —               | —               | —       | —       | 37     | 4      |
| 2012/13         | Heracles Almelo    | Eredivisie      | 30         | 6          | 4     | 0     | —               | —               | —       | —       | 34     | 6      |
| 2013/14         | Heracles Almelo    | Eredivisie      | 5          | 2          | 0     | 0     | —               | —               | —       | —       | 5      | 2      |
| 2013/14         | Ajax               | Eredivisie      | 14         | 3          | 3     | 0     | 5               | 0               | 0       | 0       | 22     | 3      |
| 2014/15         | Ajax               | Eredivisie      | 4          | 0          | 2     | 1     | 0               | 0               | 0       | 0       | 6      | 1      |
| 2014/15         | → sc Heerenveen    | Eredivisie      | 8          | 1          | 0     | 0     | —               | —               | 4       | 0       | 12     | 1      |
| 2015/16         | → NAC Breda        | Eerste Divisie  | 8          | 0          | 0     | 0     | —               | —               | 4       | 0       | 12     | 0      |
| 2016/17         | Heracles Almelo    | Eredivisie      | 18         | 1          | 3     | 0     | —               | —               | 0       | 0       | 21     | 1      |
| 2017/18         | Heracles Almelo    | Eredivisie      | 14         | 0          | 1     | 0     | —               | —               | 0       | 0       | 15     | 0      |
| 2018/19         | Heracles Almelo    | Eredivisie      | 29         | 6          | 1     | 0     | —               | —               | 1       | 0       | 31     | 6      |
| 2019/20         | Aris Thesisaloniki | Super League    | 3          | 0          | 0     | 0     | 0               | 0               | 0       | 0       | 3      | 0      |
| 2020/21         | Aris Thesisaloniki | Super League    | 0          | 0          | 0     | 0     | 0               | 0               | 0       | 0       | 0      | 0      |
| 2021/22         | Aris Thesisaloniki | Super League    | 0          | 0          | 0     | 0     | 0               | 0               | 0       | 0       | 0      | 0      |
| 2022/23         | ASWH               | Derde divisie   | 0          | 0          | 0     | 0     | 0               | 0               | 0       | 0       | 0      | 0      |
| 2023/24         | Vv Noordwijk       | Tweede divisie  | 0          | 0          | 0     | 0     | 0               | 0               | 0       | 0       | 0      | 0      |
| Carrière totaal | Carrière totaal    | Carrière totaal | 205        | 29         | 24    | 2     | 5               | 0               | 13      | 0       | 247    | 31     |

Bijgewerkt t/m 14 februari 2024.

## Interlandcarrière
Jong Oranje
Op 27 mei 2011 maakte Duarte zijn debuut voor Jong Oranje in een vriendschappelijke wedstrijd tegen Jong Israël (2-0 winst), hij verving in de 66e minuut Steven Berghuis. Zijn eerste doelpunt voor Jong Oranje scoorde hij in zijn 9e interland op 25 maart 2013 uit in de vriendschappelijke wedstrijd tegen Jong Noorwegen (4-1 winst).
Jong Oranje wist zich te plaatsen voor het EK-onder 21 gehouden in Israël, Duarte speelde in deze kwalificatie in 2 wedstrijden.
Op 7 mei 2013 werd Duarte opgeroepen door bondscoach Cor Pot voor de voorlopige EK-selectie bestaande uit veertig spelers. Op 17 mei maakte Cor Pot bekend dat Duarte geen deel uitmaakt van de 23 koppige EK-selectie.
Een paar dagen later maakte bondscoach Louis van Gaal bekend dat Duarte geselecteerd was voor Nederlands voetbalelftal dat in juni 2013 oefende in en tegen Indonesië en China. Duarte debuteerde niet en werd sindsdien niet meer geselecteerd.
| Interlands van Lerin Duarte voor Jong Oranje | Interlands van Lerin Duarte voor Jong Oranje | Interlands van Lerin Duarte voor Jong Oranje | Interlands van Lerin Duarte voor Jong Oranje | Interlands van Lerin Duarte voor Jong Oranje | Interlands van Lerin Duarte voor Jong Oranje |
| №                                            | Datum                                        | Wedstrijd                                    | Uitslag                                      | Soort Wedstrijd                              | Doelpunten                                   |
| Als speler bij Heracles Almelo               | Als speler bij Heracles Almelo               | Als speler bij Heracles Almelo               | Als speler bij Heracles Almelo               | Als speler bij Heracles Almelo               | Als speler bij Heracles Almelo               |
| -------------------------------------------- | -------------------------------------------- | -------------------------------------------- | -------------------------------------------- | -------------------------------------------- | -------------------------------------------- |
| 1.                                           | 27 mei 2011                                  | Nederland – Israël                           | 2 – 0                                        | Vriendschappelijk                            | 0                                            |
| 2.                                           | 30 mei 2011                                  | Nederland – Albanië                          | 5 – 0                                        | Vriendschappelijk                            | 0                                            |
| 3.                                           | 06 september 2011                            | Nederland – Luxemburg                        | 4 – 0                                        | EK-kwalificatie 2013                         | 0                                            |
| 4.                                           | 29 februari 2012                             | Schotland – Nederland                        | 0 – 0                                        | EK-kwalificatie 2013                         | 0                                            |
| 5.                                           | 22 mei 2012                                  | Nederland – Macedonië                        | 0 – 1                                        | Vriendschappelijk                            | 0                                            |
| 6.                                           | 25 mei 2012                                  | Nederland – Oekraïne                         | 0 – 0                                        | Vriendschappelijk                            | 0                                            |
| 7.                                           | 05 februari 2013                             | Kroatië – Nederland                          | 2 – 3                                        | Vriendschappelijk                            | 0                                            |
| 8.                                           | 21 maart 2013                                | Israël – Nederland                           | 1 – 2                                        | Vriendschappelijk                            | 0                                            |
| 9.                                           | 25 maart 2013                                | Nederland – Noorwegen                        | 4 – 1                                        | Vriendschappelijk                            | 1                                            |
| 10.                                          | 24 mei 2013                                  | Nederland – Australië                        | 3 – 1                                        | Vriendschappelijk                            | 0                                            |

Bijgewerkt t/m 24 mei 2013

## Erelijst
Heracles Almelo
| Competitie | Winnaar | Winnaar | Runner-up | Runner-up |
| Competitie | Aantal  | Jaren   | Aantal    | Jaren     |
| ---------- | ------- | ------- | --------- | --------- |
| Nationaal  |         |         |           |           |
| KNVB beker |         |         | 1x        | 2012      |

 Ajax
| Competitie                    | Winnaar | Winnaar | Runner-up | Runner-up |
| Competitie                    | Aantal  | Jaren   | Aantal    | Jaren     |
| ----------------------------- | ------- | ------- | --------- | --------- |
| Nationaal                     |         |         |           |           |
| Nederlands landskampioenschap | 1x      | 2014    |           |           |
| Johan Cruijff Schaal          |         |         | 1x        | 2014      |
| KNVB beker                    |         |         | 1x        | 2014      |